# Beinn Eighe
Der Beinn Eighe (schottisch-gälische Aussprache [peɲ ˈe:ə]) ist ein bis zu 1010 Meter hohes Bergmassiv in den schottischen Highlands. Sein gälischer Name bedeutet in etwa Berg der Feile.

## Geografie

### Lage
Das Massiv liegt in den Torridon Hills in der Council Area Highland an der schottischen Westküste. Zwei der insgesamt sieben Gipfel des Beinn Eighe, der Ruadh-stac Mòr (Großer roter Gipfel) mit 1.010 m (3.314 ft) Höhe am nordwestlichen Ende des Massivs und der 993 m (3.258 ft) hohe, südöstlich gelegene Spidean Coire nan Clach (Spitze des steinigen Kars) sind als Munro eingestuft.
An der Nordseite des Beinn Eighe südlich des Loch Maree wurde 1951 die erste britische National Nature Reserve (NNR) ausgewiesen, die inzwischen fast das gesamte Bergmassiv umfasst und etwa 4800 Hektar groß ist. 1976 wurde der Beinn Eighe zudem als UNESCO-Biosphärenreservat eingestuft. Das Biosphärenreservat um den Beinn Eighe wurde 2016 erweitert, seither führt es die Bezeichnung Wester Ross.

### Geologie
Der Beinn Eighe bildet ein komplexes Bergmassiv, bestehend aus einer halbkreisförmigen, nach Süden geschlossenen Bergkette, von der sich nach Norden mehrere Täler und Kare (Corries) erstrecken. Von Ost nach West weist der Beinn Eighe folgende Gipfel auf: Sgùrr nan Fhir Duibhe (963 m (3.159 ft)), Sgùrr Bàn (970 m (3.182 ft)), Spidean Coire nan Clach (993 m (3.258 ft)), Còinneach Mhòr (976 m (3.202 ft)) und Sàil Mhòr (976 m (3.202 ft)). Nördlich des Còinneach Mhòr liegt der Ruadh-stac Mòr als höchster Punkt des Massivs abseits der Hauptkette am Ende eines nach Norden führenden Seitengrats. Ein weiterer Seitengrat führt vom Spidean Coire nan Clach  nach Norden und endet im 896 m (2.940 ft) hohen Ruadh-stac Beag. Wie der benachbarte Liathach ist der Beinn Eighe als Massiv zwar aus Sandstein auf einem Unterbau aus Gneis aufgebaut, die Gipfel bestehen jedoch im Unterschied zum Liathach aus weißem kambrischen Quarzit, der auch von weitem gut zu erkennen ist. Das bekannteste der sich nach Norden öffnenden Corries ist das Coire Mhic Fearchair unterhalb des Còinneach Mhòr, nach den drei markanten Felsen am Talende, den Triple Buttresses, auch oft als Triple Buttress Corrie bezeichnet. Diese Felsen sind ein beliebtes Ziel für Kletterer. 

## Flora und Fauna
Im Biosphärenreservat des Beinn Eighe haben sich teilweise Wälder aus bis zu 350 Jahre alten Exemplaren der Waldkiefer (Pinus sylvestris) (ein solches Exemplar wird Scots Pine genannt) erhalten, die zu den größten in der Region verbliebenen Beständen gehören. Am Beinn Eighe ist der größte Bestand an Zwergwacholderheide in Großbritannien zu finden. Ebenfalls vorhanden sind unter anderem die Krähenbeere, die Bärentraube und der Alpen-Frauenmantel. 
Die NNR ist Lebensraum für eine Vielzahl von Tierarten, zu finden sind beispielsweise der Schneehase, der Baummarder und der Rothirsch. Die Vogelwelt des Beinn Eighe besteht unter anderem aus dem Steinadler, dem Goldregenpfeifer, dem Schottischen Kreuzschnabel, dem Polarbirkenzeisig und dem Wintergoldhähnchen.

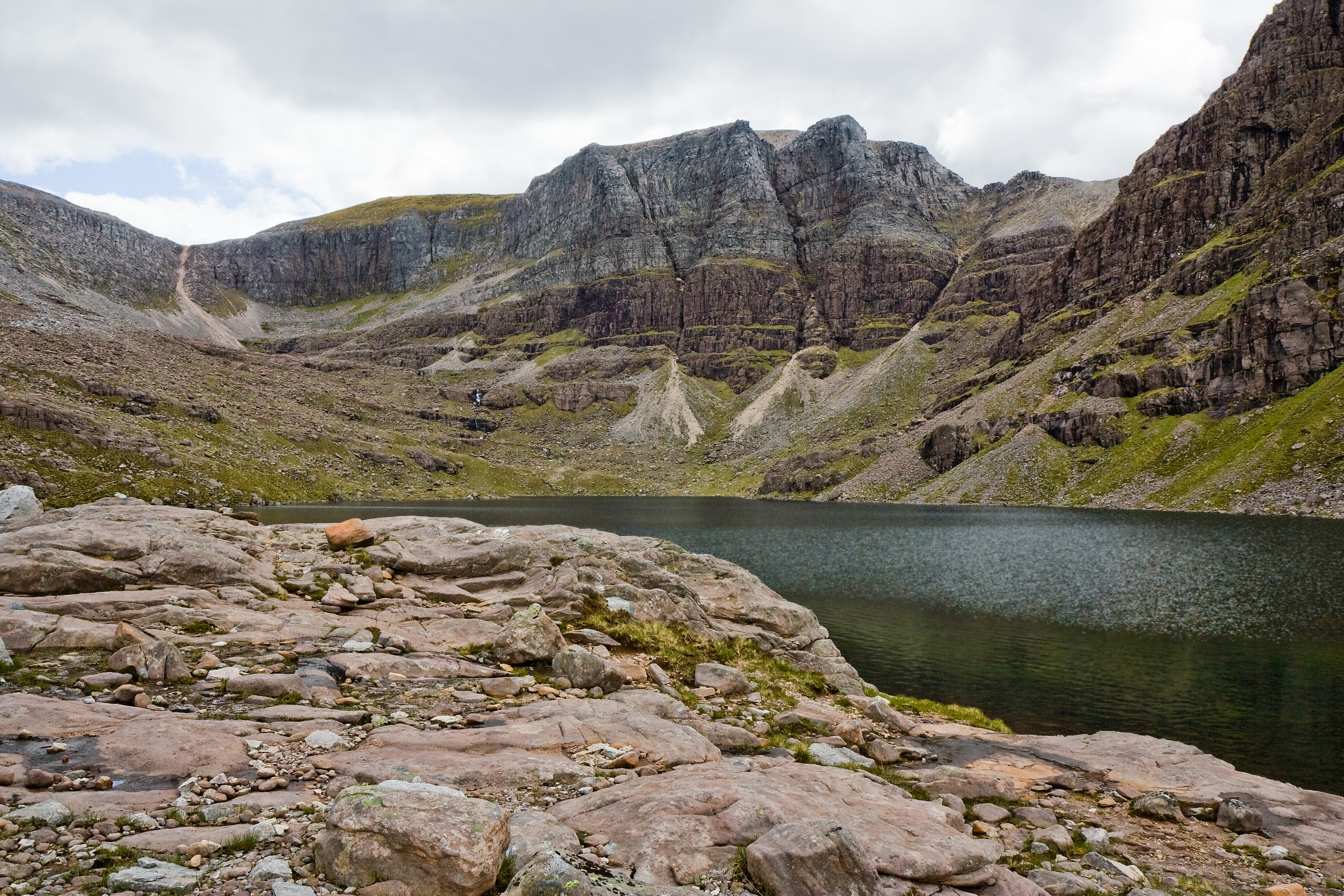
Die Triple Buttresses am Ende des Coire Mhic Fearchair
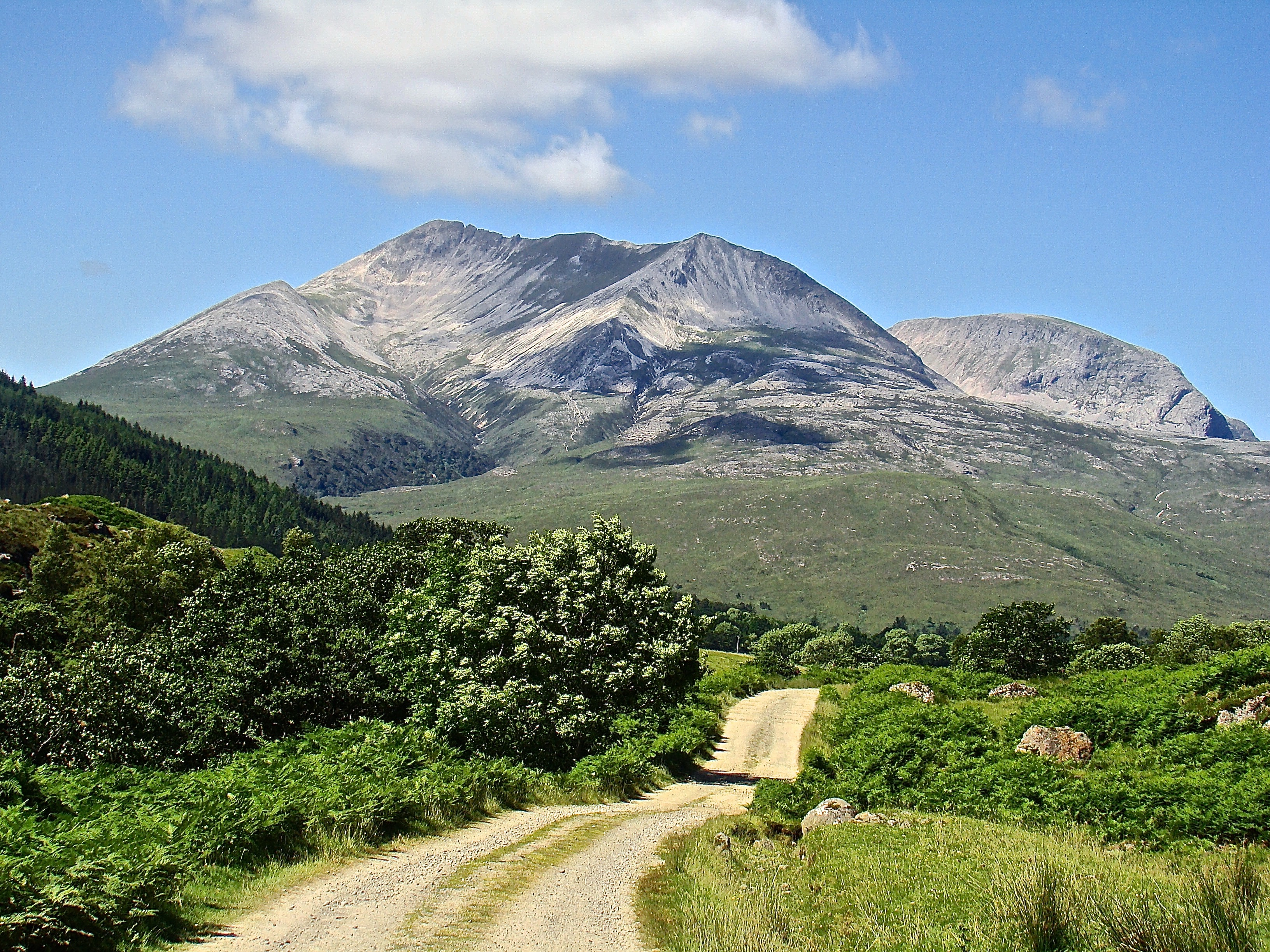
Das Massiv des Beinn Eighe von Osten, aus dem Tal des Abhainn Bruachaig, östlich von Kinlochewe
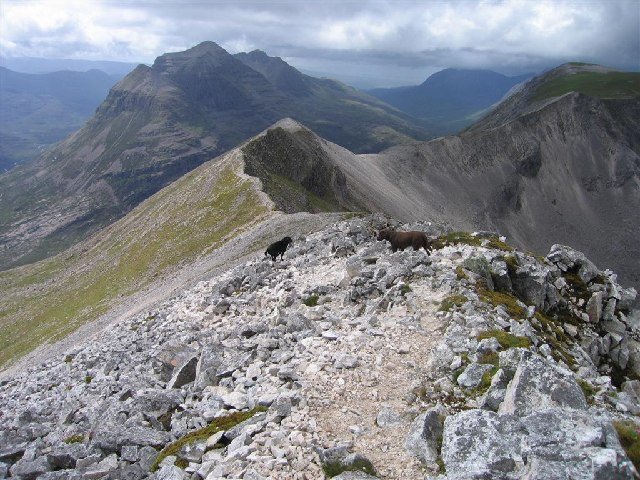
Blick vom Spidean Coire nan Clach über den Grat des Massivs nach Westen, im Hintergrund der Liathach
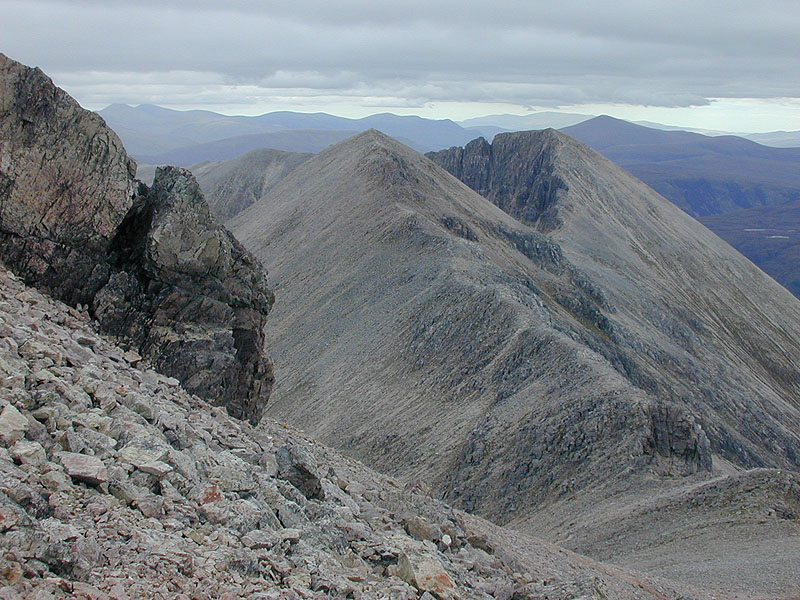
Blick vom Spidean Coire nan Clach über den Grat des Massivs nach Osten, Bildmitte der Sgùrr Bàn, dahinter rechts der Sgùrr nan Fhir Duibhe
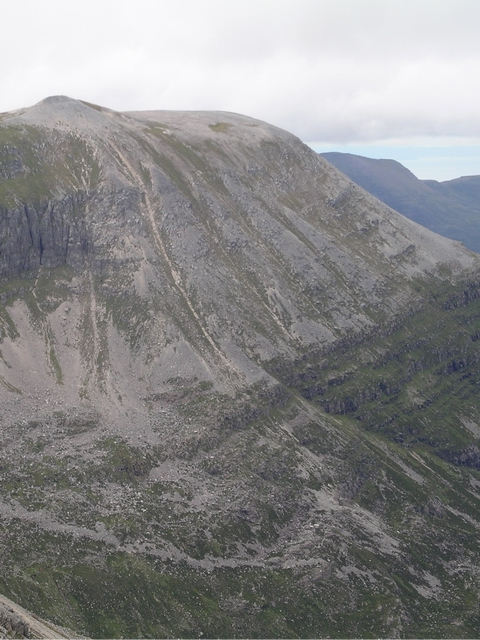
Der Ruadh-stac Mòr, vom Spidean Coire nan Clach aus gesehen.

## Sonstiges
Am 14. März 1951 flog eine Avro Lancaster der Royal Air Force (RAF) auf dem Rückweg von einem nächtlichen Trainingsflug in die Felsen der Triple Buttresses. Alle acht Besatzungsmitglieder kamen dabei ums Leben. Aufgrund schlechten Wetters und des unzugänglichen Terrains konnten die Leichen erst nach zwei Monaten geborgen werden. Teile der Maschine liegen heute noch in den Felsen. Für die RAF war der Unfall Anlass, eigene Bergrettungsmannschaften zu bilden, die seither Teil der Luftstreitkräfte sind.
Das gesamte Massiv ist ein beliebtes Ziel für Wanderer und Bergsteiger. Am Südufer von Loch Maree ist auf der Ostseite des Massivs ein Besucherzentrum der Nature Reserve eingerichtet, von dem aus Wanderungen verschiedener Schwierigkeitsstufen möglich sind. Für Bergsteiger und Munro-Bagger sind die beiden Munros des Beinn Eighe das bevorzugte Ziel, diese sind am besten von Süden, entlang der A896 von Torridon nach Kinlochewe zugänglich. Beliebt ist auch eine Überschreitung der gesamten Bergkette.